# Galerina pallida
Galerina pallida är en svampart som tillhör divisionen basidiesvampar, och som först beskrevs av Albert Pilát, och fick sitt nu gällande namn av Egon Horak och Meinhard (Michael) Moser. Galerina pallida ingår i släktet Galerina, och familjen buktryfflar. Arten är reproducerande i Sverige.